# Yoo An-jin
Yu An-jin (hangeul : 유안진) est une poétesse, critique et professeure sud-coréenne née le 1er octobre 1941 à Andong dans la province de Gyeongsang du Nord en Corée du Sud.

## Biographie
Yu An-jin est née le 1er octobre 1941 à Andong dans la province de Gyeongsangbuk-do. Elle est diplômée du département d'éducation de l'Université Nationale de Séoul. Elle obtient par ailleurs un doctorat en éducation à l'université de Floride. Elle a enseigné à l'université Dankuk et à l'Université Nationale de Séoul. Ses débuts littéraires se font en 1965.

## Œuvre
Cette auteure est d'abord devenue célèbre pour ses essais, à commencer par sa contribution à la collection d'essais intitulée En rêvant une belle amitié (Jiranjigyoreul kkum kkumyeo, 1986). Le livre, qui comprenait également des essais de Yi Hyang-a et Shin Dal-ja, a rencontré un grand succès populaire dès sa sortie. Le style lyrique de ses essais lui a permis de gagner le cœur de nombreux lecteurs notamment parmi le jeune public. Cela l'a conduite à développer son talent dans d'autres genres littéraires, sans oublier des essais sur l'éducation comme L'éducation des enfants dans la société traditionnelle coréenne (Hanguk jeontongsahoe-ui yu-a gyoyuk).
Elle a expérimenté dans ses écrits différentes formes esthétiques, et a tenté de dresser un portrait de la sud-coréenne contemporaine. Elle met en lumière les facettes de la société qui restent le plus souvent inaperçues aux yeux de tous. Sa voix poétique et féminine, avec toutes ces facettes,de la mère, de l'épouse, de la sœur ou de la belle-fille, parle au lecteur sur un ton délicat, tout en observant étroitement le monde autour des femmes contemporaines pour leur apporter du répit et de l'apaisement dans leur vie complexe.
Yu An-jin a reçu de nombreux prix littéraires, dont le Prix Jeong Ji-yong en 1998, le prix Woltan en 2000, le prix de l'Association des poètes coréens en 2012, et le Prix Gongcho en 2013.